# Ербас А310
Ербас А310 (енгл. Airbus A310) је широкотрупни авион за средње и дуге линије. Рад на њему је започет у јулу 1978. а први лет је био у априлу 1982. Прве компаније које су га наручиле и увеле у саобраћај 1983. биле су Луфтханза и Свисер. Продавао се у две верзије: 200 и 300. Димензије обе верзије су исте једина разлика је у долету и максималној маси.
А310 је у основи скраћени А300 са новим крилима и мањим вертикалним стабилизатором. Авион се показао нарочито популаран код компанија у развоју јер је изузетно економичан и практичан како на дугим тако и на краћим линијама.
До 1997. када је испоручен последњи примерак произведено је укупно 255 комада. Иако је авион и даље званично у производњи наруџбина одавно нема јер се компаније одлучују за куповину модернијих А330. Званично би производња требало да буде окончана 2007. године. Но и поред тога, А310 остаје изузетно популаран на тржишту половних авиона али и као теретни авион.
Спецификације (за А310-300):
- Дужина: 46,6
- Распон крила: 43,8
- Висина: 15,8
- Брзина: 897
- Максимална маса: 146
- Празан маса: 81
- Долет: 9580
- Капацитет: 280 седишта